# Bizima Karaha
Bizima Karaha, född 1968 är en läkare och politiker i Kongo-Kinshasa.
Karaha var utrikesminister i Laurent-Désiré Kabilas regering från 24 maj 1997 till 15 mars 1999. 
Karaha är banyamulenge-tutsier och utbildades till läkare i Sydafrika. Han blev medlem av Kabilas regering vid 29 års ålder. 